# Guettarda lanuginosa
Guettarda lanuginosa är en måreväxtart som beskrevs av Ignatz Urban och Nathaniel Lord Britton. Guettarda lanuginosa ingår i släktet Guettarda och familjen måreväxter.
Artens utbredningsområde är Kuba. Inga underarter finns listade i Catalogue of Life.